# Base Aérea de Hamamatsu
La Base Aérea de Hamamatsu (浜松基地 Hamamatsu-kichi?) (OACI: RJNH) es un aeródromo militar de la Fuerza Aérea de Autodefensa de Japón. Se encuentra a 5,6 km al norte de Hamamatsu, en la prefectura de Shizuoka, Japón.
Desde 1998 es la base de operaciones de los aviones de alerta temprana y control aerotransportado (AWACS) de fabricación estadounidense Boeing E-767, para los que se construyeron infraestructuras especiales, incluyendo hangares e instalaciones para el apoyo de misiones y formación de las tripulaciones. También en la base se creó en 1960 el grupo de vuelo acrobático Blue Impulse, donde estuvo hasta el año 1981, cuando pasó a establecerse en la Base Aérea de Matsushima.